# Tortricopsis
Tortricopsis é um gênero de traça pertencente à família Agonoxenidae.